# Piotr Brzeziński (aktor)

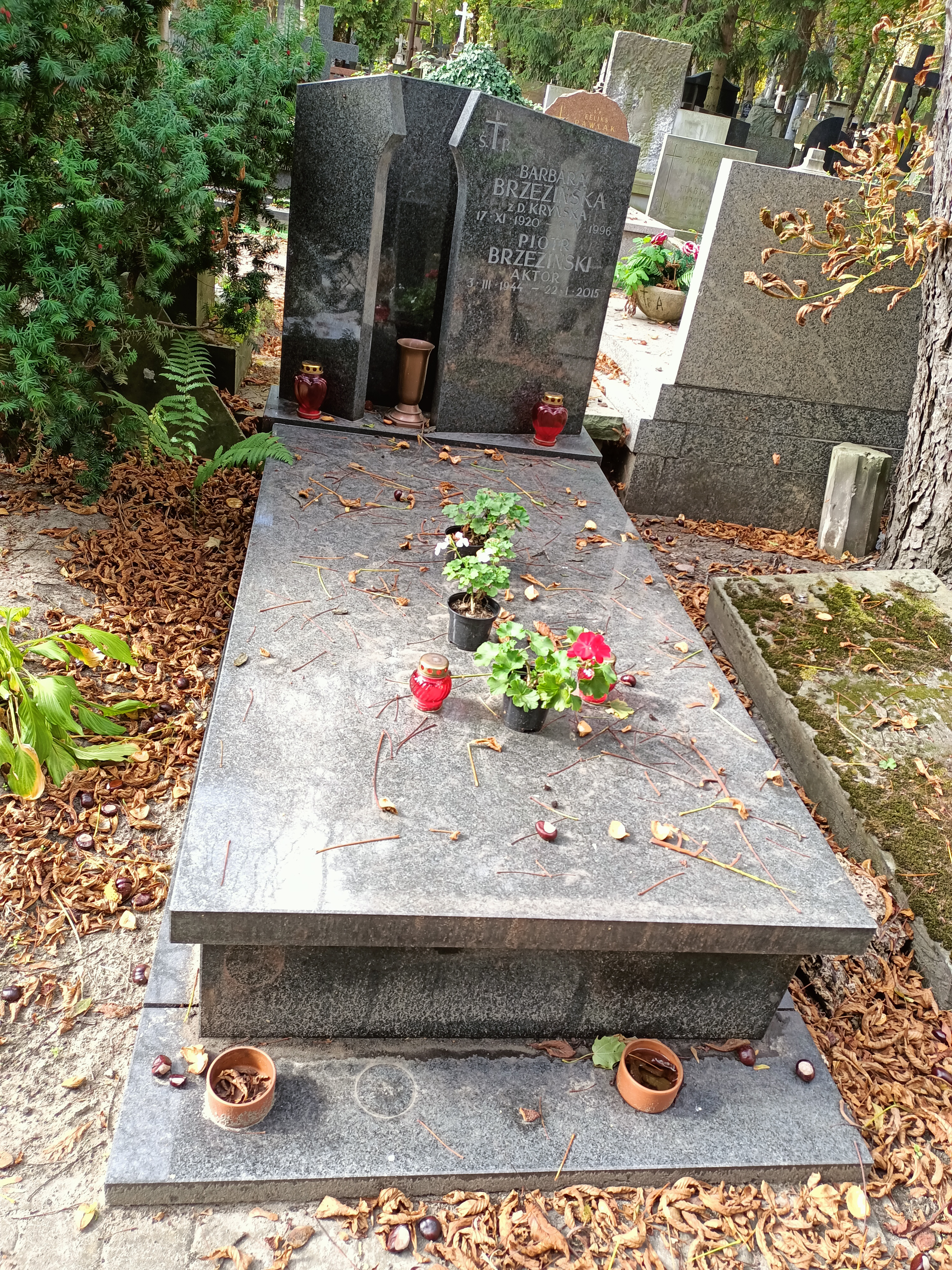
Grób Piotra Brzezińskiego na cmentarzu Powązkowskim

Piotr Wacław Brzeziński (ur. 3 marca 1944, zm. 22 stycznia 2015 w Warszawie) – polski aktor.

## Życiorys
Syn Wacława i Barbary.  
W 1967 ukończył studia na Wydziale Aktorskim PWST w Warszawie. Na czwartym roku studiów wystąpił w roli Szymona Stimsona w sztuce Thorntona Wildera Nasze miasto (1966) w reżyserii Aleksandra Bardiniego. W spektaklu dyplomowym Fantazy, czyli Nowa Dejanira Juliusza Słowackiego (1967) w reż. Jana Kreczmara zagrał ksiądza Logę. 
W latach 1967–1969 występował w Teatrze im. Osterwy w Lublinie. W latach 1969–2010 był związany z Teatrem Polskim w Warszawie. Grał w Teatrze Telewizji, a także brał udział w słuchowiskach i audycjach poetyckich Teatru Polskiego Radia.
Zmarł 22 stycznia 2015 w Warszawie w wieku 70 lat, pochowany jest na Starych Powązkach.

## Filmografia
- 1964: Banda
- 1978: Bestia
- 1980: Ciosy
- 1984: Siedem życzeń (serial)
- 1987: Dorastanie (serial)